# Mercedes-Benz Sprinter
Sprinter é um veículo utilitário leve produzido pela Mercedes-Benz Group na Argentina e Alemanha e comercializado por suas marcas Mercedes-Benz (no mundo todo, exceto América do Norte), Dodge e Freightliner (América do Norte).
Existem veículos nas versões van, furgão e chassis com cabine. Também foi produzido na versão chassis, para ser encarroçado por diversos fabricantes de carrocerias de ônibus.

## Primeira geração

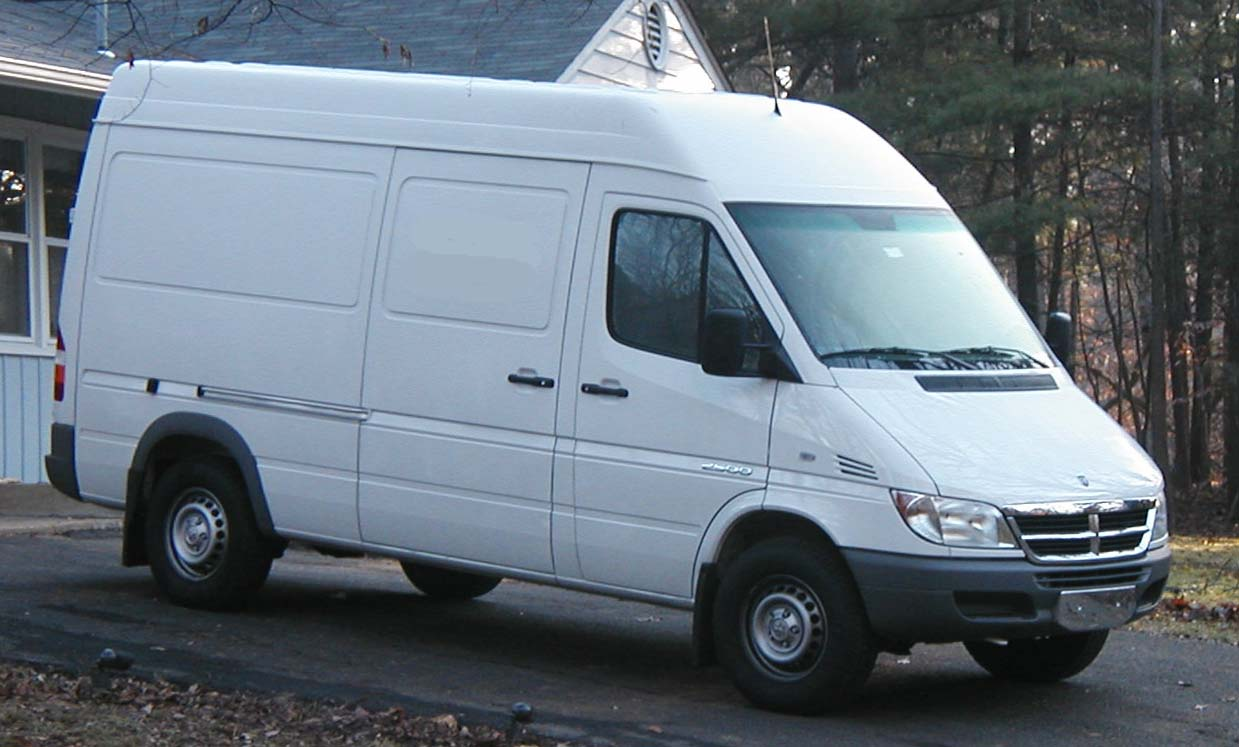
Sprinter da primeira geração

Foi produzida entre 1994 e 2007, tinha caixa de velocidades de 5 marchas.

### Distância entre eixos
- SWB: 2997 mm
- MWB: 3556 mm
- LWB: 4013 mm

### Comprimento
- SWB: 4978 mm
- MWB: 5715 mm
- MWB Wagon: 5740 mm
- LWB: 6680 mm

### Largura
- Versão Van: 1989 mm

### Altura
- 2500 High Ceiling SWB: 2365 mm
- 2500 Super High Ceiling SWB: 2591 mm
- 3500 Super High Ceiling: 2362 mm
- 3500 High Ceiling: 2388 mm
- 2500 Super High Ceiling WB: 2642 mm
- 3500 Super High Ceiling WB: 2616 mm
- 2500 Super High Ceiling Wagon: 2375 mm
- 2500 High Ceiling WB: 2413 mm

## Segunda geração

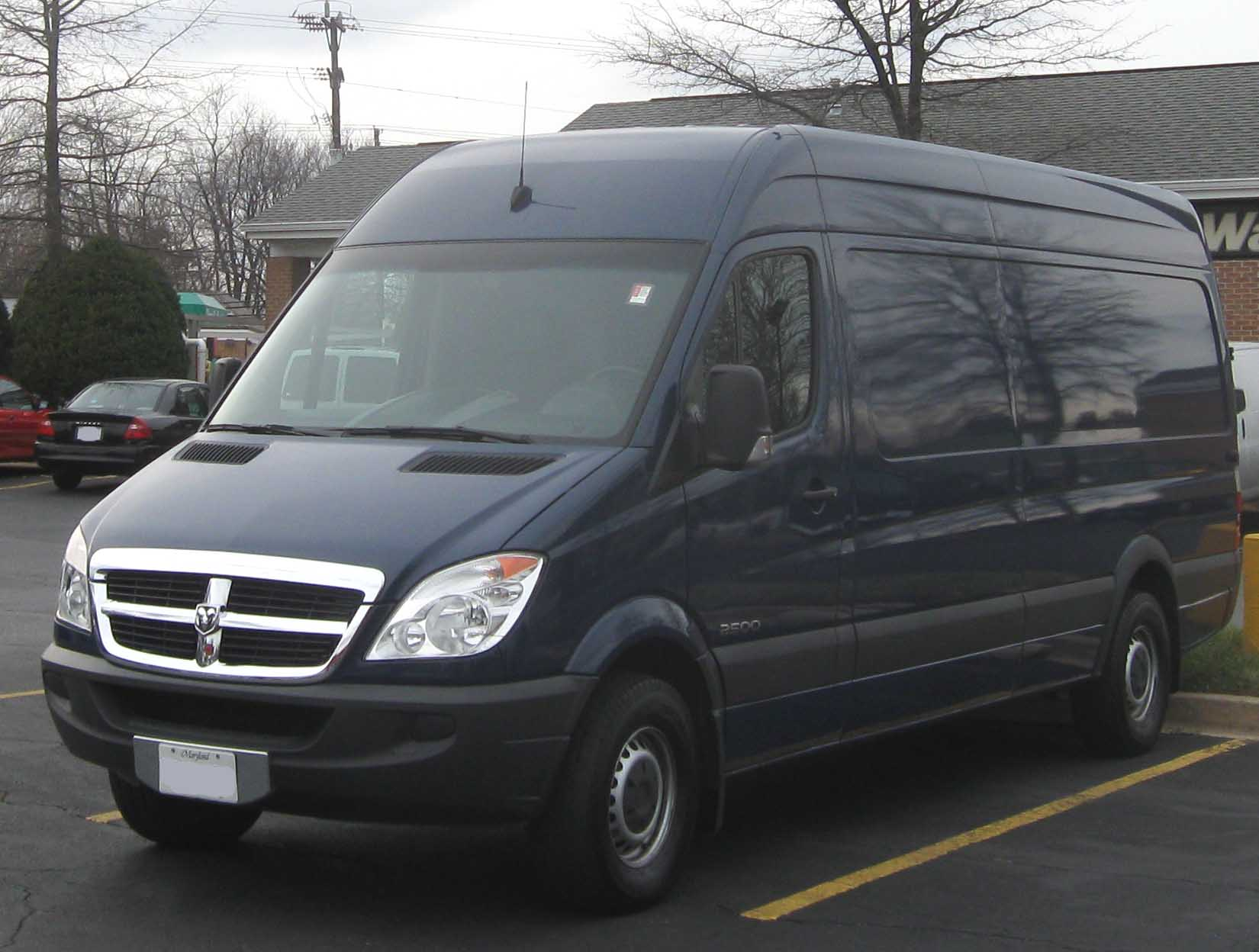
Sprinter Norte-Americana da segunda geração

É produzida desde 2006 até hoje. Pode ser encontrada em modelos de 5 ou 6 marchas manual ou 5 câmbio automático.

### Motores
- 2148 cc I4 OM 646
- OM642 2987 cc V6 CDI
- 3.5L V6 a Gás

### Distância entre eixos
SWB: 3250 mm
MWB: 3665 mm
LWB: 4325 mm

### Comprimento
- LWB: 7345 mm, 6940 mm
- MWB: 5910 mm
- SWB: 5245 mm

### Largura
- Versão Van: 2425 mm
- Versão Caminhonete: 2426 mm, 2682 mm